# Jean Scolvus
Jean Scolvus (en latin : Iohannes Scolvus), aussi connu sous le nom de Jean de Kolno (en polonais : Jan z Kolna) (né aux environs de 1435 et mort aux environs de 1484), est un navigateur européen du XVe siècle.
Sujet à débat, il est censé avoir fait partie du groupe des premiers européens ayant atteint les côtes des Amériques avant l'arrivée de Christophe Colomb (aux alentours de 1476 en tant que timonier de l'expédition de Didrik Pining).
Son origine est sujette à caution (peut-être norvégienne, danoise ou encore polonaise), et il n'est pas mentionné en son temps, son existence même étant disputée parmi les historiens.

## Biographie

### L'expédition de Pining
Il se peut que dans les années 1470, une flotte de plusieurs bateaux financé par le roi du Danemark et de Norvège Christian Ier, partit de Norvège pour atteindre les côtes du Groenland à l'ouest.
Des sources historiques affirment qu'une telle flotte existe en 1473 ou 1476, commandée par un certain Jean de Kolno, supposé être un navigateur polonais au service du roi du Danemark.
Selon des spéculations dépourvues de références écrites de son vivant, la flotte était commandée par deux marins baltes ainsi que par des chasseurs de pirates, Didrik Pining et Hans Pothorst, possiblement accompagnés du marin portugais João Vaz Corte-Real durant une partie du voyage.
Il est prétendu qu'ils auraient pu atteindre la côte occidentale du Groenland puis la côte continentale de l'Amérique du Nord.
Ne pouvant être vérifié avec exactitude, les seuls écrits de l'époque (de Samuel Eliot Morison en 1494) nous disent que Pothorst et Pining virent:

« Une île rocheuse appelée Hvitsark, à mi-chemin entre l'Islande et le Groenland »

Jean de Kolno aurait donc peut-être atteint les côtes du Labrador en 1473 ou 1476, selon une source proche du commandement de Christian Ier de Danemark.
Le reste de sa vie nous est totalement inconnu.

## Sources à propos de son existence
Il n'est pas certain que Jean Scolvus ait réellement existé et qu'il ait donc atteint les côtes de l'actuel Canada à bord de sa flotte (toutes les sources le mentionnant sont ultérieurs de plusieurs décennies).
Un globe de 1536 du cartographe Gemma Frisius dépeint une zone dans le cercle polaire arctique, au nord d'un détroit séparant la « Terra Corterealis » et la « Baccalearum Regio » d'une projection vers l'ouest de « Groélãdia » (Groenland). Sur cette zone du globe figure l'inscription en latin: 

« Quij populi ad quos Ioés Scoluus danus peruenit circa annum 1476 »

— Ici les gens parmi qui, Joés Scoluus, un Danois, a pénétré vers l'année 1476
L'auteur espagnol Francisco López de Gómara écrit dans son Historia general de las Indias (1553) sur la Tierra de Labrador :

« Ici venaient aussi des hommes de Norvège avec le pilote [navigateur] Joan Scoluo, et des anglais avec Sébastien Cabot »

Gómara aurait supposément rencontré Olaus Magnus à Bologne et Venise, peut-être en 1548. Il se pourrait donc que sa source sur cet énigmatique Joan Scoluo pourrait venir de Magnus.
Une autre référence possible à Jean Scolvus visitant le Labrador est un document datant des environs de 1575 préparant le premier voyage de Martin Frobisher sur les côtes de l'Atlantique nord. Le document (censer décrire et expliquer les routes à prendre) mentionne très clairement un Jean Scolus, navigateur du Danemark en 1476.
Sur le globe de L'Écuy datant du XVIe siècle, il est écrit en latin:

« Il y'a les gens dont parmi eux le Danois Johannes Scowus qui y pénétrèrent durant l'année 1476 »

La description de Scolvus comme étant danois peut indiquer la même source que la mention anglaise de 1575.
Sur une carte anglaise de 1582 de Michael Lok, il existe un pays au nord-ouest du Groenland, où il écrit Jac. Scolvus Croetland. Le pays correspondant sur la carte est Croclant, une île où les habitants sont des descendants de suédois.
En 1597, un néerlandais du nom de Cornelius Wytfliet écrit dans son Continens Indica que les parties nord de l'Amérique furent découvertes par des pêcheurs frislandais, puis explorées plus tard vers 1390 par les frères Zeno , avant d'écrire ensuite:

« Mais l'honneur de cette seconde découverte est tombé aux mains du polonais Johannes Scoluus [Johannes Scoluus Polonus], qui en 1476, quatre-vingt-six ans après sa première découverte, a navigué au-delà de la Norvège, Groenland, Frisland, pénétré dans le détroit du Nord sous le cercle arctique, et est arrivé au pays du Labrador et de l'Estotiland »

Il est suggéré que le mot Polonus est une erreur de lecture, étant en réalité le piloto (navigateur) des récits de Gómara sur lesquels Wytfliet était censé s'appuyer.
Généralement, les sources sur Scolvus sont moins fiables, puisque les auteurs ont probablement lu les sources cités ci-dessus et les ont plus ou moins copiés.

## Spéculations sur son origine
Certains historiens ont décrit Scolvus comme étant un pilote norvégien ou danois, un corsaire catalan, un capitaine de vaisseau gallois ou encore un navigateur polonais.
Certains auteurs (dont premièrement le péruvien Louis Ulloa en 1934) ont émis l'hypothèse que Scolvus serait Christophe Colomb lui-même mais plus jeune que lors de ses fait d'armes connus, tandis que d'autres sources l'identifient à Hans Pothorst ou encore João Vaz Corte-Real.

### Théorie sur son origine polonaise

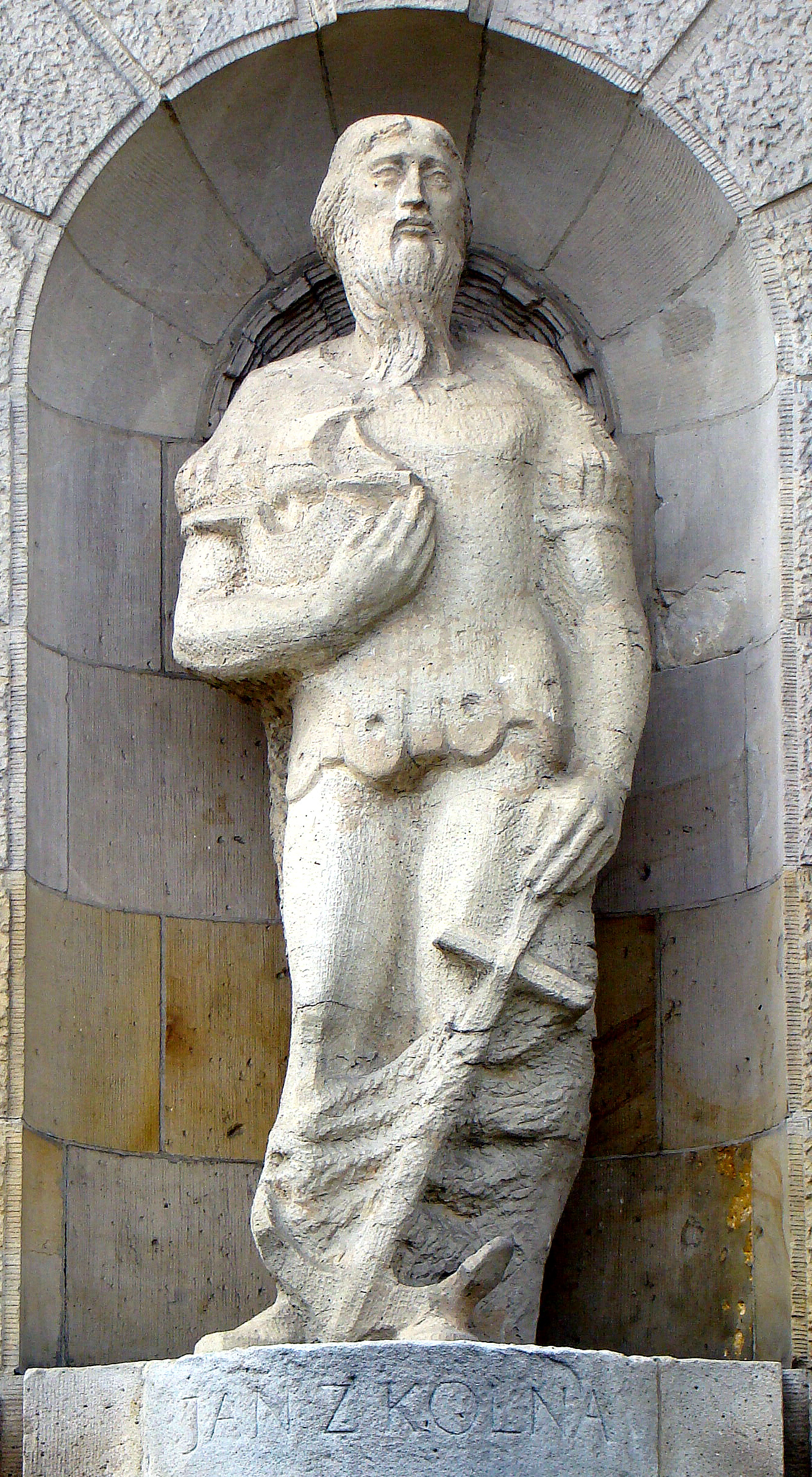
Statue de Jean Scolvus (écrit Jan z Kolna) à Szczecin en Pologne

L'historien et cartographe polonais Joachim Lelewel (1786 - 1861) fut le premier à effectuer un travail de rassemblement et de croisement de sources à propos de Johannes Scolnus. Il cite des sources de 1570 (de François de Belleforest), de 1599 (de Cornelius Wytfliet) et une autre de 1671 affirmant que Scolvus venait de Pologne.
Lelewel prétend que son vrai nom était en réalité Jan z Kolna (en français : Jean de Kolno) et était le timonier d'une flotte danoise.
Il a également trouvé des mentions d'un Joannis de Colno qui étudia à l'université Jagellonne de Cracovie en 1455, et d'un Colno ou Cholno, issu d'une famille de marchands et de marins originaires de Dantzig (Gdańsk).

#### Critiques
Bolesław Olszewicz, un des historiens modernes critique sur le travail de Lelewel, soutient qu'il n'y a pas assez de preuves pour prouver que Scolvus était réellement polonais. Il dit que la plupart des travaux mentionnant Johannes Scolvus furent publiés plus d'un siècle après son supposé voyage et aucune évidence de son époque n'a pu être mis au jour.
En 1911, Fridtjof Nansen écrit dans son Northern Mist que le mot "Pilotus" (pilote ou navigateur) a été confondu avec le mot "Polonus" (Polonais).